# Comuna Velîkokomarivka, Velîka Mîhailivka
Velîkokomarivka (în ucraineană Великокомарівка) este o comună în raionul Velîka Mîhailivka, regiunea Odesa, Ucraina, formată din satele Divoțke, Platonivka și Velîkokomarivka (reședința).

## Demografie
Componența lingvistică a comunei Velîkokomarivka
     Ucraineană (85,72%)
     Rusă (9,35%)
     Română (3,24%)
     Alte limbi (0,74%)
Conform recensământului din 2001, majoritatea populației comunei Velîkokomarivka era vorbitoare de ucraineană (85,72%), existând în minoritate și vorbitori de rusă (9,35%) și română (3,24%).